# Rosa nitida
Rosa nitida — вид рослин з родини розових (Rosaceae); поширений на північному сході Північної Америки.

## Опис
Кущ чи напівчагарник, деколи утворює скупчення. Стебла розлогі, лежачі або прямовисні, 2–8(10) дм, відкрито гіллясті. Кора темно-коричнева, гола. Підприлисткові колючки іноді присутні, парні, прямовисні або спадні, рідко вигнуті, шилоподібні, 6 × 6 мм; міжвузлові колючки, як правило, щільні, змішані  зі шпильками. Листки 3–10 см. Прилистки 10–14 × 4–5.5 мм. Ніжки й ребра листків з колючками, голі, рідко запушені, яйцюваті. Листочків (5)7–9; ніжки 3–5(9) мм; пластинки вузько еліптичні або ланцетні, рідко яйцюваті, 13–27(40) × 7–17 мм, поля зубчасті, верхівка від гострої до субзагостреної, низ зелений, голий або запушений, не залозистий, верх насичено-зелений, пурпурувато-червоний восени, блискучий, голий. Суцвіття — 1–3-квітковий щиток. Квітконіжки прямовисні або вигнуті, тонкі, 13–25 мм, голі, щільно-залозисті. Приквітки 1 або 2, ланцетні, 9–18 × 3.5–7 мм, краї цілісні, рідко пилчасті. Квітки діаметром 4–5 см. Чашолистки від висхідних до завернутих, ланцетні, 14–22 × 2–3 мм, кінчик 5–10 × 0.5–1 мм, краї цілісні. Пелюстки поодинокі, від рожевих до трояндових, 19–23 × 20–23 мм. Плоди шипшини від червоних до темно-червоних, від кулястих до стиснено-кулястих, 8–10 × 7–10 мм, м'ясисті, голі, щільно залозисті, шийка відсутня; чашолистики опадні. Сім'янки в числі 10–14, жовтувато-коричневі, 2.6–2.8 × 1.6–1.8 мм. 2n = 14.
Період цвітіння: липень — серпень.

## Поширення
Поширений на Сен-П'єр і Мікелон, на сході Канади (Нью-Брансвік, Нова Шотландія, Онтаріо, Острів Принца Едуарда, Квебек) й північному сході США (Коннектикут, Нью-Йорк, Мен, Массачусетс, Нью-Гемпшир, Род-Айленд, Вермонт).
Населяє вологі узлісся ялинових лісів, болота й болотисті місцевості, скелясті виступи, вологі зарості, береги ставків та струмків, узбережжя океану, скелясті й трав'янисті пагорби й обриви; на висотах 0–400 м.